# X-Cross
X-Cross (エクス‐クロス?, XX (ekusu kurosu): makyô densetsu) è un film del 2007, diretto da Kenta Fukasaku.

## Trama
Shiyori e la sua migliore amica Aiko si recano in un bagno termale situato in un piccolo villaggio nei pressi di un bosco, per dimenticarsi del tradimento da parte del suo ragazzo, che ha trovato a baciare un'altra qualche sera prima (come si vede poi nei flashback). In macchina, le ragazze quasi investono una strana ragazza incappucciata, che sghignazza e fa con le mani il gesto di tagliare qualcosa con delle forbici e poi se ne va senza dare spiegazioni. Giunte al villaggio, Shiyori e Aiko trovano ad accoglierle due strani uomini, che camminano zoppicando, e le accompagnano al bagno termale. Sulla strada per il villaggio, le ragazze notano una serie di fantocci posizionati in modo da formare delle X.
Durante il bagno, Shiyori e Aiko litigano e si separano. Shiyori torna nella stanza e sente squillare un telefono cellulare. Una volta risposto, una voce appartenente a un uomo le dice di fuggire, poiché la sua vita è in pericolo. Il villaggio è infatti sede da secoli di un orribile rito: le ragazze vengono perseguitate, e una volta prese vengono legate su una croce in modo da formare una X. Ciò vuol dire che, in un rituale con la presenza di tutti i membri del villaggio, gli viene tagliata una gamba e in seguito vengono rinchiuse in una gabbia, e offerte come sacrificio al dio del villaggio. A questo punto si hanno dei flashback, che mostrano la storia attraverso i diversi punti di vista delle due ragazze protagoniste.
Shiyori viene inseguita dai fanatici del villaggio, mentre Aiko se la deve vedere con una ragazza che ha una benda sull'occhio sinistro ed è armata, all'inizio, di due paia di forbici, ed in seguito, dopo la battaglia nei bagni pubblici, di un enorme paio di forbici. La ragazza si scopre essere Reika, la ex-fidanzata di un ragazzo che Aiko aveva scaricato. Era venuta fin li per uccidere Aiko, esattamente come aveva ucciso il suo ex dopo essere stato mollato da Aiko. Shiyori rimane perennemente in contatto telefonico con l'uomo misterioso, che l'aiuta a fuggire. Nel frattempo tenta anche di contattare Aiko, ma senza successo.
Shiyori viene salvata dal suo ex ragazzo, Asamiya, che la porta lontano dal villaggio, mentre Aiko riesce (apparentemente) a uccidere Reika dopo una lunga e cruenta lotta, utilizzando prima una motosega e poi dandole fuoco. In macchina,vAsamiya le confessa che la ragazza che era insieme a lui era in realtà Aiko. Shiyori non crede alla notizia, e viene a sapere tramite l'uomo con cui aveva parlato precedentemente al cellulare (Mononobe, professore in materie folkloristiche  all'Università), che in realtà è il suo fidanzato il responsabile dei riti del villaggio, e che è stato lui a costringere Aiko a fare una gita insieme a Shiyori. Asamiya frena all'improvviso, Shiyori batte la testa e sviene, il cellulare della ragazza viene gettato fuori dal finestrino.
Shiyori si risveglia legata a una croce, con davanti un palcoscenico per il rituale e dietro la folla dei fanatici del villaggio, che attendono il rito, che viene svolto dal suo fidanzato. Proprio quando questi sta per tagliare la gamba a Shiyori, irrompe Aiko, che inizia a fare foto ai fanatici col cellulare, minacciando di spargerle per tutto il Giappone e far chiudere il villaggio. Quando Aiko comincia a salire sul palcoscenico, in direzione di Shiyori per tentare di salvarla, Reika (è ancora viva, nonostante Aiko le abbia dato fuoco) fa la sua comparsa, tutta bruciacchiata, agitando le forbici e chiamando Aiko con una voce "leggermente" arrabbiata, e inizia a farsi strada tra i fanatici sgozzandoli uno a uno. Dopo una lunga lotta, Aiko e Shiyori vengono tratte in salvo da Mononobe che irrompe sul luogo con la sua monovolume.
Una volta in salvo, le ragazze sorridono e si rilassano, pensando che sia tutto finito, ma all'improvviso, una volta che l'auto entra in un tunnel, Reika (ancora viva) piomba sul tettino della macchina col suo fedele paio di forbici, ancora chiamando Aiko e facendo prendere uno spavento tremendo alle due ragazze che iniziano a urlare.